# 大胃女王吃遍日本
《大胃女王吃遍日本》（日語：ブラマリのいただきっ!（舊名:腹ペコ!なでしこグルメ旅））是東京電視台由2013年10月4日至2015年6月12日每週五18:30 - 19:54播放的綜藝節目，2014年4月改為每週五18:58 - 19:54播放，並且更改節目名稱。

## 節目介紹
黑色美乃滋、大胃女王團和來賓一同到處享受美食的新型態美食綜藝節目。本節目的大胃王女團是由同電視台的另一節目「火力全開大胃王」中活躍的女性大胃王選手們所組成。

## 演出者

### 主持人
- 黑色美乃滋
  - 小杉龍一
  - 吉田敬
- 關根麻里

### 大胃女團
- Angela佐藤（佐藤綾里）
- 三宅智子
- 木下佑香
- 俄羅斯佐藤
- 正司優子
- 松崎沙織
- 萌梓
- 小笠原貴子（ペルビー貴子）
- 石山清美（石山きよみ）

### 旁白
- 高山南
- 垂木勉

## 播放內容
| 集數                                                                                  | 播放日期      | 拍攝地點                                                            | 參與的大胃女團                                                                                          | 來賓 | 備註                          |
| ------------------------------------------------------------------------------------- | ------------- | ------------------------------------------------------------------- | --- | --- | ----------------------------- |
| 特別篇                                                                                | 2013年5月3日  | 築地、銀座、横濱、中華街、淺草、東京晴空塔、鎌倉、湘南              | Angela佐藤、三宅智子、木下佑香、俄羅斯佐藤                                                              | 大澤茜、山村紅葉、光浦靖子（綠洲二人組）、秋野暢子、三船美佳、早見優、真鍋薰、新山千春、南明奈、向井亞紀、井森美幸、香坂みゆき | 18:30 - 20:50                 |
| 特別篇                                                                                | 8月9日        | 東京、小田原、沼津、名古屋、伊勢                                    | Angela佐藤、三宅智子、木下佑香、正司優子                                                                | 繁田美貴（東京電視台的播報員、擔任司儀）、藤田朋子、森公美子                                                                   | 18:30 - 20:50                 |
| 1                                                                                     | 10月4日       | 伊豆、箱根                                                          | Angela佐藤、三宅智子、木下佑香、正司優子                                                                | 高橋瞳、中尾彬、山村紅葉、具志堅用高、池上季実子                                                                               | 擴大SP（18:30 - 20:50）       |
| 2                                                                                     | 10月11日      | 東京晴空塔                                                          | 三宅智子、俄羅斯佐藤 、松崎沙織                                                                         | 小泉孝太郎 |                               |
| 3                                                                                     | 10月18日      | 道之驛「川場田園廣場」（群馬縣川場村）                              | Angela佐藤、三宅智子、松崎沙織                                                                          | 蛭子能收、早見優 |                               |
| 4                                                                                     | 10月25日      | 秋葉原                                                              | Angela佐藤、三宅智子、木下佑香、俄羅斯佐藤                                                              | 照英、鈴木奈奈 |                               |
| 5                                                                                     | 11月1日       | 砂町銀座商店街                                                      | 三宅智子、木下佑香、俄羅斯佐藤                                                                          | 梅澤富美男、大澤茜、新山千春                                                                                                   |                               |
| 6                                                                                     | 11月8日       | 東京、横濱、中華街                                                  | Angela佐藤、三宅智子 、木下佑香、松崎沙織                                                               | 花田虎上、南野陽子、山口もえ、藤本千秋                                                                                         |                               |
| 7                                                                                     | 11月15日      | 東京晴空塔                                                          | 俄羅斯佐藤 、正司優子、ペルビー貴子、三宅智子                                                           | 錦野旦、A.B.C-Z（橋本良亮、塚田僚一）                                                                                          |                               |
| 8                                                                                     | 11月22日      | 富士山週邊                                                          | Angela佐藤、俄羅斯佐藤                                                                                  | IKKO、中尾明慶 |                               |
| （11月29日為「柔道大滿貫2013年TOKYO」轉播，因此停播）                                 |               |                                                                     | | |                               |
| 9                                                                                     | 12月6日       | 東京都内                                                            | Angela佐藤、石山きよみ、木下佑香、三宅智子                                                              | 克里斯松村、東尾理子、Bro.TOM                                                                                                  |                               |
| 10                                                                                    | 12月13日      | 十條車站前商店街                                                    | Angela佐藤、ペルビー貴子、三宅智子                                                                      | 蛭子能收、西村知美、堀智榮美                                                                                                   |                               |
| （2013年12月20日 - 2014年1月3日為年末年始特輯，因此停播）                             |               |                                                                     | | |                               |
| 11                                                                                    | 2014年1月10日 | 調布、惠比壽、西淺草、六本木                                        | Angela佐藤、木下佑香、正司優子、俄羅斯佐藤 、三宅智子                                                   | 東貴博、木下隆行（TKO）、金太郎。、中尾彬・池波志乃夫妻                                                                        | 擴大SP（18:30 - 20:50）       |
| 12                                                                                    | 1月17日       | 西新宿、日本橋、荻窪                                                | Angela佐藤、木下佑香、ペルビー貴子 、三宅智子                                                           | 甲本雅裕、柴田理恵、中田喜子                                                                                                   |                               |
| 13                                                                                    | 1月24日       | 雜色商店街、水門通商店街                                            | ペルビー貴子、三宅智子、俄羅斯佐藤                                                                      | 草野仁、北斗晶 |                               |
| 14                                                                                    | 1月31日       | 築地市場                                                            | Angela佐藤、木下佑香、三宅智子                                                                          | 坂上忍、久保純子 |                               |
| （2月7日為「喜歡唱歌家族對抗!卡拉OK★戰鬥」，因此停播）                                |               |                                                                     | | |                               |
| 15                                                                                    | 2月14日       | 高圓寺、西麻布、根岸、經堂                                          | Angela佐藤、ペルビー貴子、俄羅斯佐藤                                                                    | 具志堅用高、西川史子、春風亭小朝                                                                                               |                               |
| （2月21日為「吃驚的恐慌劇場」，因此停播）                                             |               |                                                                     | | |                               |
| 16                                                                                    | 2月28日       | 房總                                                                | Angela佐藤、木下佑香、三宅智子                                                                          | DIAMOND✡YUKAI、梅田彩佳（AKB48）                                                                                               |                               |
| 17                                                                                    | 3月7日        | 增上寺 （大胃王亞洲No.1決定戰）                                     | Angela佐藤、木下佑香、三宅智子、俄羅斯佐藤                                                              | 齊藤一也（東京電視台的播報員、擔任實況）、關根勤、陣内孝則、道端Angelica                                                       |                               |
| 17                                                                                    | 3月7日        | 增上寺 （大胃王亞洲No.1決定戰）                                     | 劉子音（ 中華民國）、成慧慶（ ）、陳曉林（ 中华人民共和国）、梅麗莎高（ 新加坡） · （以上為亞洲大胃團） | 齊藤一也（東京電視台的播報員、擔任實況）、關根勤、陣内孝則、道端Angelica                                                       |                               |
| 18                                                                                    | 3月14日       | 台東區、文京區、池袋車站                                            | 木下佑香、三宅智子、俄羅斯佐藤                                                                          | 梅澤富美男、井森美幸 |                               |
| （3月21日和3月28日為改編特別篇，因此停播）                                            |               |                                                                     | | |                               |
| 19                                                                                    | 2014年4月4日  | 三之輪                                                              | Angela佐藤、木下佑香、三宅智子、俄羅斯佐藤                                                              | 和田現子、岡田圭右（ますだおかだ）、木下隆行（TKO）、安田美沙子、春菜愛、可樂餅、藤田朋子                                      | 擴大SP（18:58 - 20:50）       |
| 20                                                                                    | 4月11日       | 築地市場                                                            | Angela佐藤、木下佑香、俄羅斯佐藤                                                                        | 池畑慎之介、宇梶剛士 | 這集開始改為18:58 - 19:54播出 |
| 21                                                                                    | 4月18日       | 龜戶→日暮里町 （都營巴士・里22路線）                                | 木下佑香、三宅智子、萌梓                                                                                | 真鍋薰、武井壯 |                               |
| 22                                                                                    | 4月25日       | 上野、阿美横丁                                                      | Angela佐藤、正司優子、三宅智子                                                                          | 哀川翔、高橋瞳 |                               |
| （5月2日為「世界桌球2014」轉播，因此停播）                                            |               |                                                                     | | |                               |
| 23                                                                                    | 5月9日        | 巢鴨地藏通商店街                                                    | 三宅智子、萌梓、俄羅斯佐藤                                                                              | 巴比·奧勒岡、大林素子 |                               |
| 24                                                                                    | 5月16日       | 青砥站前                                                            | 木下佑香、三宅智子、俄羅斯佐藤                                                                          | 蛭子能收、IKKO |                               |
| 25                                                                                    | 5月23日       | 柴又                                                                | Angela佐藤、ペルビー貴子、三宅智子                                                                      | 八代亞紀、織田信成 |                               |
| 26                                                                                    | 5月30日       | 池袋站東出口→西新井站 （都營巴士・王40路線）                        | Angela佐藤、三宅智子、萌梓                                                                              | 長嶋一茂、峯岸南（AKB48） |                               |
| 27                                                                                    | 6月6日        | 北千住                                                              | Angela佐藤、三宅智子、俄羅斯佐藤                                                                        | 京本政樹、水沢アリー |                               |
| 28                                                                                    | 6月13日       | 日本橋人形町                                                        | Angela佐藤、正司優子、三宅智子                                                                          | 佐佐木健介、福田彩乃 |                               |
| （6月20日為「吃驚的恐慌劇場」、6月27日為「2014 FIFA世界盃足球賽」相關節目，因此停播） |               |                                                                     | | |                               |
| 29                                                                                    | 7月4日        | 梅屋敷站、荒川區                                                    | Angela佐藤、三宅智子、萌梓                                                                              | 相武紗季、戶田惠子、高田延彦、久保純子、高橋喬治                                                                               | 擴大SP（18:58 - 20:50）       |
| 30                                                                                    | 7月11日       | 築地市場                                                            | Angela佐藤、三宅智子、俄羅斯佐藤                                                                        | 梅澤富美男、關根麻里 |                               |
| 31                                                                                    | 7月18日       | 目黒→品川                                                           | Angela佐藤、木下佑香、三宅智子                                                                          | 關根勤、早見優 |                               |
| 32                                                                                    | 7月25日       | 隅田川（水上計程車）                                                | Angela佐藤、ペルビー貴子、俄羅斯佐藤                                                                    | 山村紅葉、勝俁州和 |                               |
| 33                                                                                    | 8月1日        | 虎之門之丘→COREDO室町2                                              | 三宅智子、萌梓、俄羅斯佐藤                                                                              | 三田寛子、高田万由子 |                               |
| 34                                                                                    | 8月8日        | 鎌倉市                                                              | Angela佐藤、木下佑香、三宅智子                                                                          | RIKACO、鈴木福 |                               |
| （8月15日為「人氣急上昇 WATCH」，因此停播）                                           |               |                                                                     | | |                               |
| 35                                                                                    | 8月22日       | 龜有銀座商店街                                                      | Angela佐藤、三宅智子、萌梓                                                                              | 池畑慎之介、細川茂樹 |                               |
| 36                                                                                    | 8月29日       | AEON MALL幕張新都心                                                 | ペルビー貴子、三宅智子、俄羅斯佐藤                                                                      | 姿月麻人、Daigo |                               |
| 37                                                                                    | 9月5日        | 千葉縣松戶市                                                        | Angela佐藤、三宅智子、萌梓                                                                              | 琴歐洲勝紀、三船美佳 |                               |
| 38                                                                                    | 9月12日       | 埼玉縣熊谷市                                                        | Angela佐藤、木下佑香、俄羅斯佐藤                                                                        | 元冬樹、拜田祥子 |                               |
| （9月19日為「吃驚的恐慌劇場」，因此停播）                                             |               |                                                                     | | |                               |
| 39                                                                                    | 9月26日       | 砂町銀座 藝人大胃王決定戰                                           | Angela佐藤、木下佑香、三宅智子、萌梓、俄羅斯佐藤                                                        | （外景來賓）蛭子能收、巴比·奧勒岡、武井壯                                                                                      | 擴大SP（18:58 - 20:50）       |
| 39                                                                                    | 9月26日       | 砂町銀座 藝人大胃王決定戰                                           | Angela佐藤、木下佑香、三宅智子、萌梓、俄羅斯佐藤                                                        | （棚內來賓）薬丸裕英、具志堅用高                                                                                               | 擴大SP（18:58 - 20:50）       |
| （10月3日和10月10日為改編特別篇，因此停播）                                           |               |                                                                     | | |                               |
| 40                                                                                    | 10月17日      | 谷中銀座商店街                                                      | Angela佐藤、萌梓                                                                                        | 船越英一郎、中山忍 |                               |
| 41                                                                                    | 10月24日      | 荏原中延站週邊商店街                                                | 俄羅斯佐藤、萌梓                                                                                        | 旭天鵬勝 |                               |
| 42                                                                                    | 10月31日      | 板橋區、遊座大山商店街                                              | Angela佐藤、三宅智子                                                                                    | 笹野高史、賀蘭千秋 |                               |
| 43                                                                                    | 11月7日       | 新御徒町站                                                          | 木下佑香、三宅智子                                                                                      | 峰龍太 |                               |
| 44                                                                                    | 11月14日      | 駒込霜降、染井銀座商店街                                            | Angela佐藤、萌梓                                                                                        | 梅沢富美男、東智鶴 |                               |
| 45                                                                                    | 11月21日      | 龜戶中央通商店街                                                    | 三宅智子、萌梓                                                                                          | 陣内孝則、持田香織 |                               |
| 46                                                                                    | 11月28日      | 御花茶屋海濱大道                                                    | 木下佑香、俄羅斯佐藤                                                                                    | 九代目林家正藏、熊谷真實 |                               |
| （12月5日為「柔道大滿貫東京2014」，因此停播）                                         |               |                                                                     | | |                               |
| 47                                                                                    | 12月12日      | 墨田區閃亮亮橋商店街                                                | Angela佐藤、木下佑香、三宅智子                                                                          | 藤原紀香、永井大、杉山英司 |                               |
| （12月19日至2015年1月2日為年末年始特別篇，因此停播）                                  |               |                                                                     | | |                               |
| 48                                                                                    | 2015年1月9日  | 荒川區、三之輪商店街 第2屆藝人大胃王決定戰                          | Angela佐藤、木下佑香、三宅智子、萌梓、俄羅斯佐藤                                                        | （外景來賓）蛭子能收、巴比·奧勒岡、武井壯                                                                                      | 擴大SP（18:58 - 20:55）       |
| 48                                                                                    | 2015年1月9日  | 荒川區、三之輪商店街 第2屆藝人大胃王決定戰                          | Angela佐藤、木下佑香、三宅智子、萌梓、俄羅斯佐藤                                                        | （預賽参加者）藤波辰爾、梅澤富美男、ずん、福田彩乃、脇知弘、金田朋子                                                           | 擴大SP（18:58 - 20:55）       |
| 48                                                                                    | 2015年1月9日  | 荒川區、三之輪商店街 第2屆藝人大胃王決定戰                          | Angela佐藤、木下佑香、三宅智子、萌梓、俄羅斯佐藤                                                        | （棚內來賓）中村玉緒、筧利夫、IKKO、富田靖子                                                                                   | 擴大SP（18:58 - 20:55）       |
| 49                                                                                    | 1月16日       | 新小岩站週邊                                                        | 萌梓、俄羅斯佐藤                                                                                        | 山口智充、Lucky池田、山崎静代、吉胖喵（「妖怪手錶」的角色）                                                                    |                               |
| 50                                                                                    | 1月23日       | 巢鴨的「長壽餐廳」                                                  | 三宅智子、萌梓                                                                                          | 石田純一、山村紅葉 |                               |
| 51                                                                                    | 1月30日       | 「難以理解但很美味的店」                                            | 木下佑香、俄羅斯佐藤                                                                                    | 小倉優子、篠原信一、田中美奈子                                                                                                 |                               |
| 52                                                                                    | 2月6日        | 限定美食之旅                                                        | Angela佐藤、萌梓                                                                                        | 藤田朋子 |                               |
| 53                                                                                    | 2月13日       | 勝俁、彦摩呂、・東MAX推薦!絕品美食（南房総→館山→横浜→埼玉）         | Angela佐藤、三宅智子                                                                                    | 彦摩呂、勝俁州和、東貴博 |                               |
| 54                                                                                    | 2月20日       | 很讚的超級好吃温泉美食                                              | 無 | 振分親方（高見盛精彦） |                               |
| 54                                                                                    | 2月20日       | 很讚的超級好吃温泉美食                                              | 無 | （報導）杉山英司、川村惠美子、矢部美穂                                                                                         |                               |
| 55                                                                                    | 2月27日       | 吃東北新幹線當地的鐵路便當之旅（上野車站 - 仙台車站）               | Angela佐藤、俄羅斯佐藤、萌梓                                                                            | 桂米助、田中要次、西村和彦 |                               |
| 56                                                                                    | 3月6日        | 現在很夯的地方美食!（松前町）                                       | 無 | 村上里佳子 |                               |
| 56                                                                                    | 3月6日        | 現在很夯的地方美食!（松前町）                                       | 無 | （報導）春風亭昇太、彦摩呂、罐詰博士、黒川勇人                                                                                 |                               |
| 57                                                                                    | 3月13日       | 北陸新幹線! 即使中途下車也想吃不為人知的美食（飯山站 - 新高岡站）   | 無 | 川合俊一、藤吉久美子 |                               |
| 57                                                                                    | 3月13日       | 北陸新幹線! 即使中途下車也想吃不為人知的美食（飯山站 - 新高岡站）   | 無 | （報導）JARU JARU |                               |
| （3月20日為「氣球獵人」，因此停播）                                                   |               |                                                                     | | |                               |
| （3月27日為「吃驚的恐慌劇場」，因此停播）                                             |               |                                                                     | | |                               |
| 58                                                                                    | 4月3日        | 特地的美食（三島市→沼津市→名古屋市）                                | Angela佐藤、三宅智子、萌梓、俄羅斯佐藤                                                                  | （報告）勝俁州和、彦摩呂、東貴博、梅澤富美男、大地洋輔（ダイノジ）、峯岸南（AKB48）、坪倉由幸（我が家）                        | 擴大SP（18:58 - 20:50）       |
| 58                                                                                    | 4月3日        | 排隊美食（杉並區高圓寺）                                            | Angela佐藤、三宅智子、萌梓、俄羅斯佐藤                                                                  | （報告）勝俁州和、彦摩呂、東貴博、梅澤富美男、大地洋輔（ダイノジ）、峯岸南（AKB48）、坪倉由幸（我が家）                        | 擴大SP（18:58 - 20:50）       |
| 58                                                                                    | 4月3日        | 潛入從前懷念的駄菓子工場                                            | Angela佐藤、三宅智子、萌梓、俄羅斯佐藤                                                                  | （報告）勝俁州和、彦摩呂、東貴博、梅澤富美男、大地洋輔（ダイノジ）、峯岸南（AKB48）、坪倉由幸（我が家）                        | 擴大SP（18:58 - 20:50）       |
| （4月10日為『西式自助餐家庭』，因此停播）                                             |               |                                                                     | | |                               |
| （4月17日為『可愛的小寶寶大集合! 動物BANG!!』，因此停播）                             |               |                                                                     | | |                               |
| 59                                                                                    | 4月24日       | 黃金週想去! 房總VS伊豆                                              | 三宅智子、萌梓                                                                                          | 藤田弓子、中田喜子、花田虎上（兼任報告）                                                                                       |                               |
| 59                                                                                    | 4月24日       | 黃金週想去! 房總VS伊豆                                              | 三宅智子、萌梓                                                                                          | （報導）杉山英司 |                               |
| 60                                                                                    | 5月1日        | 見つけづらいけど…超人気店（新御徒町站→西東京市→三軒茶屋→仙川→築地） | 無 | 石田純一、Suzanne |                               |
| 60                                                                                    | 5月1日        | 見つけづらいけど…超人気店（新御徒町站→西東京市→三軒茶屋→仙川→築地） | 無 | （報導）梅澤富美男、大地洋輔（ダイノジ）、蛭子能收、杉山英司                                                                   |                               |
| 61                                                                                    | 5月8日        | 懷念的美食（廣島縣吳市→香川縣觀音寺市）                             | 三宅智子、俄羅斯佐藤                                                                                    | 可樂餅、藤本美貴 |                               |
| 61                                                                                    | 5月8日        | 懷念的美食（廣島縣吳市→香川縣觀音寺市）                             | 三宅智子、俄羅斯佐藤                                                                                    | （報導）石本武士、坪倉由幸（我が家）、松木安太郎、福田充德（Tutorial）                                                         |                               |
| 62                                                                                    | 5月15日       | 世界上意外受歡迎！日本的○○                                          | 無 | Patrick Harlan、 LiLiCo |                               |
| 62                                                                                    | 5月15日       | 世界上意外受歡迎！日本的○○                                          | 無 | （報導）バイきんぐ |                               |
| 63                                                                                    | 5月22日       | 築地暴食紀念章拉力賽                                                | Angela佐藤、三宅智子、萌梓、正司優子                                                                    | 三船美佳、篠原信一、笹野高史                                                                                                   |                               |
| 64                                                                                    | 5月29日       | 光臨爆食的町（宮崎縣日南市）                                        | Angela佐藤、三宅智子、萌梓                                                                              | 柴田理恵 |                               |
| 64                                                                                    | 5月29日       | 光臨爆食的町（宮崎縣日南市）                                        | Angela佐藤、三宅智子、萌梓                                                                              | （報導）U字工事 |                               |
| 65                                                                                    | 6月5日        | 好厲害!日本的美食機械SP                                             | 無 | 伊集院光、優木真央美 |                               |
| 65                                                                                    | 6月5日        | 好厲害!日本的美食機械SP                                             | 無 | （報導）辻よしなり、堤下敦（インパルス）                                                                                       |                               |
| 66                                                                                    | 6月12日       | 東京絶品再來一碗之旅（松戶市→青砥）                                 | Angela佐藤、三宅智子、萌梓、俄羅斯佐藤                                                                  | 巴比·奧勒岡 | 最後一集                      |

## 注解
1. ↑  2014年4月24日移籍至NMB48。
2. ↑  日本原版為ソン・ヘギョン，台灣翻譯版為成慧慶
3. ↑  日本原版為メリッサ・コー，台灣翻譯版為梅麗莎高

## 外部連結
- 腹ペコ!なでしこグルメ旅 官方網站（页面存档备份，存于）（日語）
- ブラマリのいただきっ! 官方網站（页面存档备份，存于）（日語）
- ブラマリのいただきっ!的X（前Twitter）（日語）

## 節目的變遷
| 日本東京電視台 | 日本東京電視台 | 日本東京電視台 |
| -------------- | --- | -------------- |
|                | 腹ペコ!なでしこグルメ旅 （2013年10月4日 - 2014年3月14日） 腹ペコ!なでしこグルメ旅 （2014年4月4日 - 2014年9月26日） ブラマリのいただきっ! （2014年10月17日 - 2015年6月12日） |                |
| —              | — |                |